# Humoreska
Humoreska je vedra, s humorjem prežeta zgodba oziroma pripoved. Smeh vzbuja  s smešnimi imeni, dogodki, značaji oseb... Norčuje se in opozarja na napake ljudi.

## Humoristična književnost
Humoreska spada na področje humoristične književnosti, tj. književnosti, ki vsebuje humor, komičnost ali vedro šaljivost in z njimi zbuja smeh. Sem štejemo še druge krajše zvrsti v vezani besedi in prozi (smešnico, aforizem, anekdoto, satiro, parodijo, travestijo in grotesko) ter v dramatiki (komedijo in farso). Daljša pripovedna proza je redka.

## Razvoj
Stari Grki so poznali šaljive zgodbe o Abderitih, v 13. stoletju se je za to zvrst udomačil francoski izraz fabliaux, v 15. stoletju facetije (šaljive novele).

## Značilnosti
V šaljivi zgodbi gre za to, da  iznajdljivi in zviti junak pretenta nespametnega nasprotnika ali pa se bralec nasmeje na račun čudnih navad drugih skupnosti. Na koncu se pojavlja komični preobrat – poanta. Motivi so zvijača, laž, bahaštvo, jezičnost, razkritje zakonske nezvestobe in pokvarjenost duhovščine. Osebe so tipi, v zgodbi nastopajo far, študent, krčmar, kmet, oblastnik ali cigan. Far in kmet sta prikazana v svoji slabši podobi, študent za svoje hudomušnosti ostaja nekaznovan. Smeh povzročajo človekove naravne potrebe po hrani, pijači, erotiki in povezane telesne dejavnosti (skatološka tematika), kar prispeva k robatosti komike. Po zgradbi so humoreske preproste, enopramenske in večinoma enoepizodne, a se pogosto povezujejo v zbirke. Komika je situacijska ali besedna, pri slednji komični učinek nastaja iz besedne igre, npr. iz nalašč dobesedno in narobe razumljenih izjav in z uporabo dialekta. Humoreske so dramatizirali v burke in veseloigre. Od anekdote se razlikujejo po dobrodušnosti, ruralnih temah, interesu za dejanje (namesto za značaj) osebe in po nagnjenosti k pretiravanju.
V okviru mladinske književnosti so literarni teoretiki odkrili posebno vrsto humoreske: »nadrealno komično pripoved«. Zanjo je značilen motiv narobesveta, kar pomeni, da dogajanje v zgodbi ne poteka po zakonih logike. Povezava med realnim in irealnim svetom je obrnjena. Junakom se zdi fantastičen svet edini resničen, realni svet je zanje zlagan; taka je tudi perspektiva otroškega bralca.

## Humoreska na Slovenskem
V drugi polovici 19. stoletja se je humoreska uveljavila tudi v slovenski literaturi. Med humoreske lahko prištevamo nekatere kratke zgodbe Josipa Jurčiča (Po tobaku smrdiš), a je svoja dela kot humoresko izrecno označil šele Janko Kersnik (Nova železnica, Dva adjunkta, Dohtar Konec in njegov konj, Kolesarjeva snubitev). Humoreske so pisali še Fran Detela, Rado Murnik, Ljudevit Pivko, Niko Kuret, Manko Golar, Janko Mlakar in Fran Milčinski, ki je med naštetimi najpomembnejši. Poleg ustnega izročila ljudskih šal in zgodb, ki je sooblikovalo začetke umetne proze pri vajevcih (še posebej pri Simonu Jenku – Kaznovana tercijalka, Predpustnica) so na Slovenskem poznali šaljive zgodbe iz evropske ljudske knjige o Nemškem Pavlihi v slovenski preobleki. Serijska junaka tujega izvora sta bila še Lažnivi Kljukec (kako se mu je na morju, na suhem in v vojski godilo) in turški Pavliha Nasredin hodža (Nasredinove burke). V središče je lahko postavljen tudi bebček (npr. Poldrugi Martin) oz. bebasti kolektiv: Višnjegorci (J. Jurčič, Kozlovska sodba v Višnji Gori), Marberžani (L. Pivko), Butalci in Ribničani (F. Milčinski), Lemberžani (N. Kuret), Verženci (M. Golar).

## Slovenski avtorji humoresk
- Ferdo Kleinmayr, Tilho in drugi: zbirka humoresk in satir, 1906
- Rado Murnik, Jari junaki: humoreske, 1909
- Valentin Korun, Spake: satire, humoreske in drugo, 1910; Iz dnevnika malega poredneža: ameriška humoreska, 1910
- Fran Milčinski, Cvetje in trnje izpod peresa Fridolina Žolne: izbrane povesti, humoreske in satire, 1948
- Frane Milčinski, 13 in ena: humoreske Franeta Milčinskega - Ježka, 1951
- Dušan Mevlja, Vesele in pikre: (šestnajst humoresk), 1952; Gledališke humoreske, 1953; Oh, ta zamišljenost: humoreske in satire, 1962; Smeh za kulisami: humoreske, satire, anekdote, 1969; Koktajl humorja in satire, 2002
- Vladimir Bartol, Tržaške humoreske, 1957; Mangialupi in drugi: humoreske, 2003
- Damir Feigel, Ob obratu stoletja: humoreske, 1960; Pol litra vipavca: izbrane humoreske, 1978; Humoreske, 2009
- Žarko Petan, Humoreske z napako, 1962
- Smiljan Rozman, Na tekočem traku: humoreske, 1962
- Marjan Kolar, Samomor v nebesih: humoreske, 1964
- Avgust Petrišič, Lacht mit uns: Schwänke, Anekdoten, Humoresken, 1964
- Jan Baukart, Štorije vüjeca Balaža no drüge, 1968
- Jordan Tomšič, Praznični dan: humoreske, črtice, satire, 1971
- Branko Šömen, Skregan s pametjo: humoreske, 1973
- France Brenk, Ljubljanski Amerikanci in druge humoreske, 1979
- Marjan Moškrič, Iz žabje perspektive: humoreske, 1979; Pri nas je vse v redu in druge humoreske, 1981
- Vladimir Kovačič, Bele noči in nekoliko črni dnevi: humoreske, 1979
- Igor Torkar, Zlatoustova pratika: satirične pesmi in humoreske, 1981; Satirični koledar: satirične pesmi in humoreske,	1992
- Evgen Jurič, Leva dlaka je Jaka: humoreske, 1982; Evgen Jurič vam servira. 2, Humor za vesele družbe, 1994
- Tone Partljič, Kulturne humoreske, prosim, 1988; Goool!: predvolilne humoreske, 1992
- Emil Frelih, Smeh je poljub brez obljub: humoreske in satire, 1992
- Rafael Zorman, Poučna erotična humoreska ali Trde litanije za kondomska leta : mehko - trdi izpiti : 1988-1992, 1992
- Zlata Volarič, Korak naprej, korakec nazaj, 1994; Biseri v dežju: humoreske, 1995; Ujeti ples: humoreske, 1995; Let brez perutnic: humoreske, 1996; Včerajšnji koraki: humoreske, 1996; Pesem brez konca: humoreske, 1997; Skriti sijaj iskric: humoreske, 1999; Skrito v dlaneh: humoreske, 2001; Odstrti lesk: humoreske, 2002
- Mire Štefanac, Deveti dan: humoreske in groteske, 1995; Noetova barka, 2001
- Nada Gaborovič, Skozi obdobja: humoreske in satire, 1999
- Marjan Tomšič, Škatlarji: humoreska, 1999
- Darko Hederih, Bogdan je imel prav, 2002
- Ivko Spetič - Magajna, Humoreske, 2002
- Nelda Štok - Vojska, Antónci v Pridvoru, Istrjáni na Obali: zgodbe, humoreske in igrice, 2002
- Franček Bohanec, Stovraga: humoreske, 2004
- Franjo Frančič, Barufa in kažin: humoreske in satire, 2005
- Milan Petek Levokov, Paprike! Paprike!: satire in humoreske, 2007
- Ivan Sivec, Sol življenja: humoreske, veseli prizori, pesniške parodije in šaljivi drobir, 2007
- Boris Višnovec, Življenje je lepo: humoreske, 2008
- Sandi Zalar, Biba, 2008
- Jože Volaričč, Davek na zvedavost, 2009; Mobilni telefon in nataliteta, 2009
- Žiga Valetič, Humoreske, 2010